# 台北市美僑協會
台北市美僑協會（英語：American Club Taipei），簡稱美僑俱樂部，成立於1968年，是一個私人會員制的俱樂部。台北市美僑協會位於台北市中山區。前身為「中國美僑協會」（英語：American Club China，會徽ACC的由來）。

## 歷史

美軍顧問團團徽

中國美僑協會成立於1968年，位於CLUB 63俱樂部的場地內，1957年成立台北美軍俱樂部。在1970年代中期，CLUB 63俱樂部被轉移到美國海軍，並更名為中國海洋俱樂部。隨著美軍撤離台灣，中國海洋俱樂部停止運作，並重新命名為台北市美僑協會（英語：American Club Taipei）。

## 會員制度

美僑俱樂部的入口

本會的成員資格對所有國家開放。該俱樂部目前的成員包括來自40多個國家。其大多數成員來自美國和中華民國（臺灣）。所有會員均可使用俱樂部的設施，包括游泳池、健身中心、壁球場和網球場、托兒所、圖書館和美發沙龍。設有許多餐廳，包括Terrace（咖啡店）、SIGIS（義大利）、Gyoson（日本）和Rendezvous（體育酒吧）。它與來自世界各地的80多個俱樂部簽訂互惠協定。